# Serra Llobera (Albanyà)
La Serra Llobera  és una serra situada entre els municipis d'Albanyà a la comarca de l'Alt Empordà i França, amb una elevació màxima de 1.282 metres.